# 井上貴博 土曜日の『あ』
『井上貴博 土曜日の『あ』』（いのうえたかひろ どようびのあ）は、TBSラジオで2022年4月2日から毎週土曜日の午後に放送している生ワイド番組で、井上貴博（TBSテレビアナウンサー）の冠番組。

## 概要
TBSテレビで2017年4月から平日の夕方に『Nスタ』（JNN向けの全国ニュースを含む3時間11分の報道・情報番組）のメインキャスターを担当している井上貴博が、同番組と並行しながらパーソナリティを務める生ワイド番組。井上がTBSラジオ制作番組のパーソナリティをレギュラーで担当することは、2007年にTBSテレビへ入社してから初めてである。ちなみに、当番組をSNSで取り上げる際には、「#井上どあ」というハッシュタグを使用することを推奨している。
TBSラジオでは、当番組の放送枠を、前番組の『週末ノオト』（2022年3月26日まで放送）より基本として5分長く（13:00 - 15:00に）設定することを当初計画していた。ただし、実際には2022年内のみ3時間枠（13:00 - 15:55）での放送が続けられていて、井上はこの期間に日曜以外の全ての曜日で（前述した『Nスタ』と合わせて）1日に3時間前後の生放送を進行。『Nスタ』の平日版では金曜分のメインキャスターを同年限りで退いたものの、2023年以降も一部曜日のメインキャスターと並行しながら当番組のパーソナリティを続けている。
また、TBSラジオが幹事局に当たるJRN加盟局の一部でも当番組を放送。放送開始から2023年4月1日まで、静岡放送（SBSラジオ）が前半（13:00 - 14:00）限定で同時ネットを実施していた。その一方で、『週末ノオト』の全期間フルネット局であった北陸放送（MROラジオ）は関東地区における裏番組の同時ネット、年度下半期（プロ野球のオフシーズン）限定で『週末ノオト』のフルネットを実施していた北海道放送（HBCラジオ）は通年で自主編成に切り替えている。
なお、2023年最初の放送（1月7日）から3ヶ月間は、TBSラジオでの放送時間を13:00 - 15:15に変更していた。同年4月1日以降は開始の当初に予定していた時間帯（13:00 - 15:00）で放送しているが、唯一のネット局であったSBSが同日で放送を終了（自社制作番組へ転換）したため、翌週（8日）から1年間は関東ローカル番組に移行していた。2024年4月6日から、JRN加盟局の1つである山陰放送（BSSラジオ）がフルネットを開始。

### 番組開始までの経緯
TBSラジオで2016年4月12日から毎週火曜日に『ジェーン・スー 生活は踊る』でジェーン・スーのパートナーを務めていた井上は、「テレビ（番組）で修行してから、ラジオ（番組）へ必ずメイン（パーソナリティ）で戻ってきます」との言葉を残して、同番組を2017年3月28日放送分で降板。翌週（4月3日）からは事実上、『Nスタ』のメインキャスターに専念していた。
しかし、「いつか一緒に仕事がしたい」と話していた旧知のラジオプロデューサーと2021年の夏にTBSの放送センター内で再会したことをきっかけに、「テレビで出ている自分の人間性は3割ぐらいなので、ここで（ラジオの生放送番組のメインパーソナリティを初めて）やらないと喋り手としての成長はない」と意識。企画書の作成を皮切りに、スポンサーの獲得に向けた局外での営業活動などに携わったほか、タイトルロゴのデザインを自ら長場雄（イラストレーター）へ依頼した。さらに、自分の苗字（井上=「い」の上）にちなんで、番組のタイトルに「あ」という平仮名を入れた。
ちなみに、TBSラジオでは『週末ノオト』の前に、2006年10月7日から『久米宏 ラジオなんですけど』を13年9ヶ月にわたって生放送。土曜日の夕方には、当番組の開始前週（2022年3月26日）まで『大沢悠里のゆうゆうワイド土曜日版』を6年間にわたって編成していた。両番組のパーソナリティ（久米宏と大沢悠里）はいずれもTBS（ラジオ・テレビ兼営体制下での旧法人）出身のフリーアナウンサーであるため、井上は当番組の開始に際して、「（久米や大沢といった大先輩がパーソナリティを務めてきた放送枠を）『勝手に受け継ぐ』という気持ちと、『局アナ（TBSテレビの現職アナウンサー）がメインを張れる（メインパーソナリティを担当できるラジオ）番組を増やしたい』という思いで臨む」との抱負を披露。当番組のPRを目的に2022年3月19日放送分の『ゆうゆうワイド土曜日版』へゲストで出演した際には、半世紀以上に及んだラジオパーソナリティとしての活動を同番組と共に終える意向を明かしていた大沢を前に、「（平日版を含めて36年間放送されてきた）『ゆうゆうワイド』の雰囲気を引き継ぎながら、（リスナーの皆様が）立ち止まる空間を作りたい。そのためには、局アナだからこそ出来ることが絶対にあるはずで、局アナじゃなきゃできないことも多分にある。（当番組では）局アナとしてもがく姿をリスナーの皆様に楽しんでもらいたい」との決意を述べている。また井上は、本番組をリスナーと共有出来る場として、それをイメージするものは「ドラえもんに出てくる空き地」であるとしている。それは「行きたい時に行って行きたくない時には行かず、時には誰かを連れて来ることもある、そんな空間」であるからだという。

## 出演者

### 現在（2024年4月時点）
特記しない限り、TBSテレビのアナウンサー。
パーソナリティ
- 井上貴博
  - 以下の事情で休演した場合には、同僚のアナウンサーから1名をパーソナリティ代理に立てる一方で、番組のタイトルを変更せずに放送。
    - 2023年1月14日.2025年3月1日は熊崎風斗が代演[9]
    - 2023年3月18日放送分では、年次休暇を取得していたため、山内あゆ[注 5]が代演。
    - 2024年3月2日放送分では、年次休暇を取得していたため、南波雅俊[注 6]が代演。

パートナー
- 犬山紙子（コラムニスト、2024年4月6日 - ）[10]
  - 月に1〜2回は休演し、代打パートナー（下記参照）もしくは井上が単独出演する日もある。

天気予報担当
- 長谷部愛（気象予報士） - 基本13時台後半の天気予報のみ出演だが、気象に関する速報が入った際は解説することがある。

TBSニュース担当
- 近藤美矩（TBSラジオニュースデスク）

内包コーナー「池崎大輔 パラスポーツの『あ』」出演者
- 池崎大輔（車椅子ラグビー選手）
- 喜入友浩
  - 喜入が不在の場合は佐々木舞音、小沢光葵、山本恵里伽などが代演。

### 犬山の代打パートナー
- 今村翔吾（歴史時代小説家、2024年4月20日・5月18日）[注 7]
- 青木さやか（タレント、2024年6月22日）
- 松丸友紀（フリーアナウンサー、2024年7月27日）
- ふかわりょう（タレント、2024年8月10日）
- 竹内香苗（フリーアナウンサー・元TBSテレビアナウンサー、2024年8月24日）
- 杉山真也（2024年9月28日）[注 8]
- 出水麻衣（2025年2月22日・3月29日）[注 9]
- ホラン千秋（タレント、2025年4月19日）[注 10]
- 松井ケムリ(2025年5月24日)

### 過去
- 西田善太（『BRUTUS』編集長、番組開始 - 2022年12月31日）
  - 15時台の前半に内包されていた「見事なお仕事」（事前収録のコーナー）にのみ出演。当番組が2023年1月7日から放送時間を短縮したことを受けて、「見事なお仕事」が以前の編成形態（単独番組）で当番組の後枠（15:15 - 15:25）に組み込まれたため、放送上は当番組内での出演を2022年内で終了した。
- 藤本美貴（タレント・歌手） - 「HONDA Presents 防災と発電機「エネポ」の『あ!』」（2023年の9月限定で内包されていたコーナー）にのみ出演
- 田中ひとみ（TBSラジオキャスター、番組開始 - 2024年3月30日）
  - 喉の不調を理由に、2022年6月4日・11日および2023年1月7日放送分を休演。2022年6月4日放送分では山本里菜[11]、翌週11日放送分は篠原梨菜、2023年1月7日放送分は近藤夏子（いずれも井上の後輩で、当該日における『土曜朝6時　木梨の会。』のアシスタント）[注 11]が代演。

## ネット局
| 放送対象地域   | 放送局名  | 放送期間                    | 放送時間              | 備考         |
| -------------- | --------- | --------------------------- | --------------------- | ------------ |
| 関東広域圏     | TBSラジオ | 2022年4月2日 -              | #放送時間の変遷参照。 | 制作局       |
| 静岡県         | 静岡放送  | 2022年4月2日 - 2023年4月1日 | 13:00 - 14:00         | 途中飛び降り |
| 石川県         | 北陸放送  | 2024年1月6日（単発で編成）  | 13:00 - 14:55         | [ 注 12 ]    |
| 鳥取県・島根県 | 山陰放送  | 2024年4月6日 -              | 13:00 - 15:00         |              |

TBSラジオのYouTube公式チャンネルでは、放送中にスタジオ動画のサイマル配信を実施。同局での放送終了後には、井上とアシスタントによる「『あ』ふたーとぉく」（上記チャンネル限定の動画）を収録したうえで、サイマル配信のアーカイブ動画と合わせて公開している。

## 放送時間の変遷
| 年月日                        | 放送時間      | 備考                                       |
| ----------------------------- | ------------- | ------------------------------------------ |
| 2022年4月2日 - 2022年12月31日 | 13:00 - 15:55 |                                            |
| 2023年1月7日 - 2023年3月25日  | 13:00 - 15:15 | 見事なお仕事を番組から外し単独番組扱いに。 |
| 2023年4月1日 - 現在           | 13:00 - 15:00 |                                            |

## タイムテーブル
生放送番組のため、時刻は目安。「リスナーと一緒に立ち止まりながら、分からないことを『分からない』と言える場所」「『あ!』『あー』などと言いながら、『これ、いいね!』と気付くことから始まる番組」というコンセプトを掲げている関係で、大半のコーナーにはタイトルに「『あ』」という表記を含めている。

### 2023年4月から
13時台
- 13:00 オープニング
- 13:16 TBSラジオ交通情報
  - 関東ローカル向けに放送されているため、ネット局にはフィラー扱いの楽曲を配信。以降の時間帯でも、同様に対応している。
- 13:18 「あ」のことニュース
  - 直近に『Nスタ』などで報じられたニュースから、リスナーの注目度が高い「『あ』のこと」（話題）を紹介する。
- 13:30 池崎大輔 パラスポーツの「あ」
  - 2022年3月31日まで『伊集院光とらじおと』内に編成されていた「伊集院光と喜入友浩とパラスポーツと」（2018年からパラスポーツを取材している喜入がアシスタントを務めた木曜日に放送）の後継企画[12]として13:30頃に放送。2020年東京パラリンピックの車いすラグビー競技で日本代表の銅メダル獲得に貢献した池崎が、ラジオパーソナリティとしてパラスポーツの魅力を語るとともに、ゲストを随時迎えながら今後の「共生社会」のあり方について考える[13]。
  - このコーナーは基本として事前収録（録音）であるが、初回では生放送中のスタジオに池崎と喜入が出演した。
  - 喜入が収録へ参加できない場合に、佐々木舞音や小沢光葵（いずれもスポーツ中継で実況を担当している後輩アナウンサー）が池崎のパートナーを代行することがある。
    - 佐々木は、2022年1月22日に『週末ノオト』内で放送されたブラインドサッカー公式戦（日本ブラインドサッカー協会が主催する第19回ブラインドサッカー日本選手権決勝）の実況生中継（日本の民放ラジオ史上初めての試み）で、TBSテレビへの入社1年目ながら実況を担当。当番組でも、井上を筆頭にチーム単位で参加した第33回魚沼国際雪合戦大会（2023年2月12日）のメンバーに名を連ねていた。
    - 池崎は、2024年パリパラリンピックの車いすラグビー競技にも日本代表の主力選手として出場すると、この競技としてはパラリンピック史上初めて金メダルを獲得した。本人はパリパラリンピックの開幕前から、日本代表での活動を優先。パリパラリンピックの期間中（8月28日）と閉幕直後（9月7日）の当コーナーでは、他の競技を含めた日本勢の活躍を、当番組のスタジオから井上が生放送で伝えていた。なお、池崎は日本への帰国などを経て、9月14日放送分から当コーナーへの出演を再開。
- 13:41 TBSニュース
  - ネット局が存在する時期でも、タイトルを差し替えずに全局で放送。
- 13:44 天気予報
  - 基本として、関東地方1都6県向けの予報を伝えている。ただし、ネット局が存在する時期には、当該局の放送対象地域（SBSの場合には静岡県→BSSの場合には鳥取県・島根県）の気象概況にも言及。
- 13:46 TBSラジオ交通情報
  - 関東ローカル向けに放送されているため、ネット局にはフィラー扱いの楽曲を配信。
- 13:50 リスナーからのメッセージ紹介・インフォマーシャルなど

14時台
- 14:00 14時台オープニング→「あ」の人（ゲストコーナー）
  - 2023年には、『HONDA Presents 防災と発電機「エネポ」の「あ!」』（株式会社ホンダパワープロダクツジャパンの単独提供による事前収録のフロート番組）を、「防災月間」に当たる9月（2日・9日・16日・23日・30日放送分）限定で14:30頃から10分間放送。「エネポ」（HONDAグループのホンダパワープロダクツジャパンが製造しているカセットボンベ式の家庭用発電機）の紹介や（同社が使用の必須条件に定めている）屋外での駆動を交えながら、防災についてリスナーと共に考えることを趣旨に据えたコーナーで、収録には井上に加えて藤本美貴と同社の担当者が参加していた。
    - このコーナーの放送期間中には、防災対策に関する質問をリスナーから募集したうえで、その一部をコーナー内で紹介。また、TBSラジオがX（twitter）上に開設しているステーションアカウントでは、「エネポ」を希望者から抽選で3名に提供するプレゼントキャンペーンを展開していた。
- 14:40 TBSラジオ交通情報
- 14:47 リスナーからのメッセージ紹介・インフォマーシャルなど
- 14:50 エンディング

### 2023年1月 - 3月
13時台
- 13:00 オープニング
- 13:15 「あ」のことニュース
- 13:30 TBSラジオ交通情報
- 13:32 池崎大輔 パラスポーツの「あ」
- 13:43 TBSニュース
- 13:46 天気予報
- 13:48 TBSラジオ交通情報
- 13:50 メッセージ紹介
- 13:57 リクエスト曲
- 13:59 CM
  - 2023年4月1日までは、SBSが13:59で放送を終了。以降の時間帯では、地上波で関東ローカル向けに放送しつつ、YouTubeや「radiko.jpプレミアム」エリアフリー聴取サービスでのサイマル配信を続けることで対応している。

14時台
- 14:00 14時台オープニング →「あ」の人
- 14:32 「あ」メイジングクイズ
- 14:40 TBSラジオショッピング
- 14:46 TBSラジオ交通情報
- 14:50 「あ」の国の「あ」の話（第1部）
  - 井上がメインキャスターを務める『Nスタ』をはじめ、TBSグループが制作する報道・情報系番組向けの取材リポートを担うJNN海外支局の支局長・特派員（TBSテレビ報道局外信部からの派遣記者）に、「『あ』の国」（滞在先の国や地域）の「『あ』の話」（『Nスタ』でも伝え切れないような現状）をリモート方式で井上が訊いていた。
- 14:59 CM

15時台
- 15:00 15時台オープニング→「あ」の国の「あ」の話（第2部）
- 15:10 エンディング

### 放送開始時点
13時台
- 13:00 オープニング
- 13:10 「あ」のことニュース
- 13:20 「あ」メイジング・リポート!
- 13:25 TBSラジオ交通情報
- 13:30 池崎大輔 パラスポーツの「あ」
- 13:42 TBSニュース
- 13:46 天気予報
- 13:48 TBSラジオ交通情報
- 13:51 インフォマーシャル
- 13:53 リスナーからのメッセージ紹介
- 13:57 リクエスト曲
- 13:59 CM

14時台
- 14:00 14時台オープニング
- 14:05 「あ」の人（ゲストコーナー・交通情報内包）
- 14:38 TBSラジオショッピング
- 14:53 TBSラジオ交通情報
- 14:56 リスナーからのメッセージ紹介
- 14:59 CM

15時台
- 15:00 15時台オープニング
- 15:06 見事なお仕事
  - 2019年10月6日から単独番組として毎週日曜日の11:55 - 12:00で放送を開始した後に、『週末ノオト』への内包を経て当番組内で継続。単独番組としての開始当初から放送の前に収録していて、企業の「見事な」取り組みや新しい情報を、西田から当該企業の代表者へのインタビューを通じて紹介する。2023年1月7日からは、単独番組に戻って毎週土曜日の15:15 - 15:25に放送。
- 15:15 「あ」の国の「あ」の話
- 15:45 TBSラジオショッピング
- 15:50 エンディング

ゲストによっては、「『あ』の人」の放送時間を（「TBSラジオショッピング」や交通情報を挟んで）15時台まで拡大した後に、15:20頃から「見事なお仕事」、15:30頃から「『あ』の国の『あ』の話」を放送するなど柔軟に対応していた。

## 放送休止・変更
- 2023年3月11日 - 『3･11報道特別番組 「伝える〜東日本大震災から12年」』(13:00 - 15:00）、『Changeの瞬間 〜がんサバイバーストーリー〜』（朝日放送ラジオ制作、15:00 - 15:15[注 13]）を各々放送[注 14]のため休止。なお井上は同日TBSテレビ系で14:00 - 15:54に放送の特番『東日本大震災12年NスタSPつなぐ、つながる“いのち” 』にMCとして生出演。
- 2024年7月20日 - 山陰放送で『第106回全国高等学校野球選手権鳥取大会実況中継』（10:00 - 13:30）[注 15]編成による『カニジルラジオ』（13:30 - 14:00）『音楽の風車』（14:00 - 15:00[注 16]）の放送時間移動に伴い臨時にネットを返上。
- 2024年10月12日 - TBSラジオでは特別番組『ラジオ お笑いの日2024』（9:00 - 14:00[注 17]）を生放送[注 18]のため、14:00 - 15:00に短縮放送。ただ13時台もネット局である山陰放送及び番組公式YouTubeチャンネルに向けて放送・配信した[14]。
- 2025年7月26日 - 山陰放送で『第107回全国高等学校野球選手権鳥取大会実況中継』（10:00 - 13:30）編成による『カニジルラジオ』（13:30 - 14:00）『音楽の風車』（14:00 - 15:00 [注 16]）の放送時間移動に伴い臨時にネットを返上。
- 2025年8月3日 - 山陰放送で『松江水郷祭 だんだんスペシャルライブ2025』（自社制作の公開生放送番組、13:00 - 14:15）、『BSSミュージックタイム』（14:15 - 15:00）を各々編成のため、前週に続き臨時にネットを返上。